# Томпсон, Грегг
Грегг То́мпсон (англ. Gregg Thompson; род. 29 мая 1961, Сан-Хосе, Калифорния) — американский футболист, защитник, который в 1983 году получил премию «Новичок года NASL». Провёл два сезона в NASL и четыре в MISL. Он был членом сборной США на летних Олимпийских играх 1984 года и сыграл 12 матчей за основную сборную США.
Сын Грегга — Томас также профессиональный футболист.

## Молодёжная карьера
Томпсон провёл детство в Калифорнии, прежде чем переехать в Стиллуотер (Миннесота), когда ему было четырнадцать. Он стал одним из лучших спортсменов в средней школе Стиллуотера. У школы не было футбольной команды, поэтому Томпсон играл в американский футбол и занимался бегом, в футбол же он играл с местными молодёжными клубами. Он был выдающимся раннинбеком, в среднем он выполнял вынос на 8,9 ярдов за свою карьеру в американском футболе в средней школе. Он получал разнообразные государственные награды, в том числе предложения спортивных стипендий от Колорадского, Миннесотского и Висконсинского университетов. Он также вышел в государственный финал по бегу в последний год обучения. Хотя он был превосходным футболистом, он предпочёл соккер и решил поступить в Индианский университет, когда он предложил Томпсону спортивную стипендию, чтобы тот играл в соккер. Томпсон был Спортсменом года в университете в 1978 году.
В 1978 году Томпсон присоединился к «Индиана Хужерс». Он не играл в 1979 году, но был основным игроком в 1980—1982 годах. В 1982 году он был капитаном «Хужерс», когда команда вышла в финал чемпионата NCAA. В той игре «Хужерс» противостоял Университет Дьюка во главе с защитником Джо Ульрихом. Томпсон забил первый гол, но соперник сравнял счёт, игра закончилась со счётом 1:1. Шёл восьмой овертайм, когда Ульрих сбил Томпсона на подходе к штрафной. Томпсон нанёс сильный удар со штрафного, который вратарь не смог парировать, в итоге «Хужерс» выиграли свой первый национальный титул. В том году Томпсон занял второе место в борьбе за Герман Трофи, проиграв лишь Ульриху.

## Клубная карьера
«Лос-Анджелес Лейзерс» из MISL и «Тампа-Бэй Раудис» из NASL в 1983 году предложили Томпсону контракты. Он выбрал «Раудис» и в 1983 году после тридцати игр стал Новичком года NASL. После 1984 сезона лига была расформирована. После распада NASL «Раудис» продали Томпсона в «Миннесота Страйкерс» из MISL. Он оставался с клубом до 1987/88 сезона, когда и закончил карьеру.

## Международная карьера
В конце 1983 сезона Томпсон присоединился к олимпийской сборной США, готовившейся к летним Олимпийским играм 1984 года в Лос-Анджелесе. Томпсон сыграл все три матча США на Олимпиаде, в том числе забил гол в ворота Египта, матч закончился вничью 1:1. США проиграли по дополнительным показателям всё тому же Египту и не прошли в плей-офф.
Ещё до начала Олимпийских игр Томпсон сыграл свой первый матч с национальной сборной США. 20 мая 1984 года в матче с Италией была зафиксирована безголевая ничья. В общей сложности он сыграл 12 матчей за первую сборную в период между 1984 и 1985 годами, в том числе несколько квалификационных матчей к чемпионату мира 1986. Его последний матч за сборную состоялся 31 мая 1985 года. В Торрансе (Калифорния) США проиграли Коста-Рике. Это поражение стоило США места в финальной части мундиаля.

## Дальнейшая жизнь
Томпсон является партнёром в группе недвижимости и тренирует молодёжные клубы. Он также содержит футбольный лагерь под названием «The Edge».